# Asia-Pacific Rally Championship
O Asia-Pacific Rally Championship (APRC) é um campeonato organizado pela FIA. A sua estreia teve início em 1988 e foi ganho pelo japonês Kenjiro Shinozuka ao volante de um Mitsubishi Galant VR-4.
Na lista de vencedores estão o bicampeão mundial do WRC Carlos Sainz e o vencedor em 1986 do Grupo A, Kenneth Eriksson da Suécia.

## Vencedores
| Ano  | Piloto            | Carro                         |
| ---- | ----------------- | ----------------------------- |
| 2007 | Cody Crocker      | Subaru Impreza WRX STI        |
| 2006 | Cody Crocker      | Subaru Impreza WRX STI        |
| 2005 | Jussi Välimäki    | Mitsubishi Lancer Evolution 8 |
| 2004 | Karamjit Singh    | Proton PERT                   |
| 2003 | Armin Kremer      | Mitsubishi Lancer Evolution 7 |
| 2002 | Karamjit Singh    | Proton PERT                   |
| 2001 | Karamjit Singh    | Proton PERT                   |
| 2000 | Possum Bourne     | Subaru Impreza WRX            |
| 1999 | Katsuhiko Taguchi | Mitsubishi Lancer Evolution 6 |
| 1998 | Yoshio Fujimoto   | Toyota Corolla WRC            |
| 1997 | Kenneth Eriksson  | Subaru Impreza WRC            |
| 1996 | Kenneth Eriksson  | Subaru Impreza 555            |
| 1995 | Kenneth Eriksson  | Mitsubishi Lancer Evolution 3 |
| 1994 | Possum Bourne     | Subaru Impreza 555            |
| 1993 | Possum Bourne     | Subaru Legacy RS              |
| 1992 | Ross Dunkerton    | Mitsubishi Galant VR-4        |
| 1991 | Ross Dunkerton    | Mitsubishi Galant VR-4        |
| 1990 | Carlos Sainz      | Toyota Celica GT-Four         |
| 1989 | Rod Millen        | Mazda 323 4WD                 |
| 1988 | Kenjiro Shinozuka | Mitsubishi Galant VR-4        |

## Etapas em 2008
| Data             | Evento                 | Local                    | Vencedor          |
| ---------------- | ---------------------- | ------------------------ | ----------------- |
| 12-13 de abril   | Rali da Nova Caledônia | Nouméa, Nova Calcedónia  | Katsuhiko Taguchi |
| 10-11 de maio    | Rali de Canberra       | Camberra, Austrália      | Cody Crocker      |
| 7-8 de junho     | Rali de Whangarei      | Whangarei, Nova Zelândia | Cody Crocker      |
| 11-13 de julho   | Rali de Hokkaido       | Hokkaido, Japão          | Katsuhiko Taguchi |
| 22-24 de agosto  | Rali da Indonésia      | Indonésia                |                   |
| 11-12 de outubro | Rali da Malásia        | Malásia                  |                   |
| 8-9 de novembro  | Rali da China          | China                    |                   |